# Gintautas Babravičius

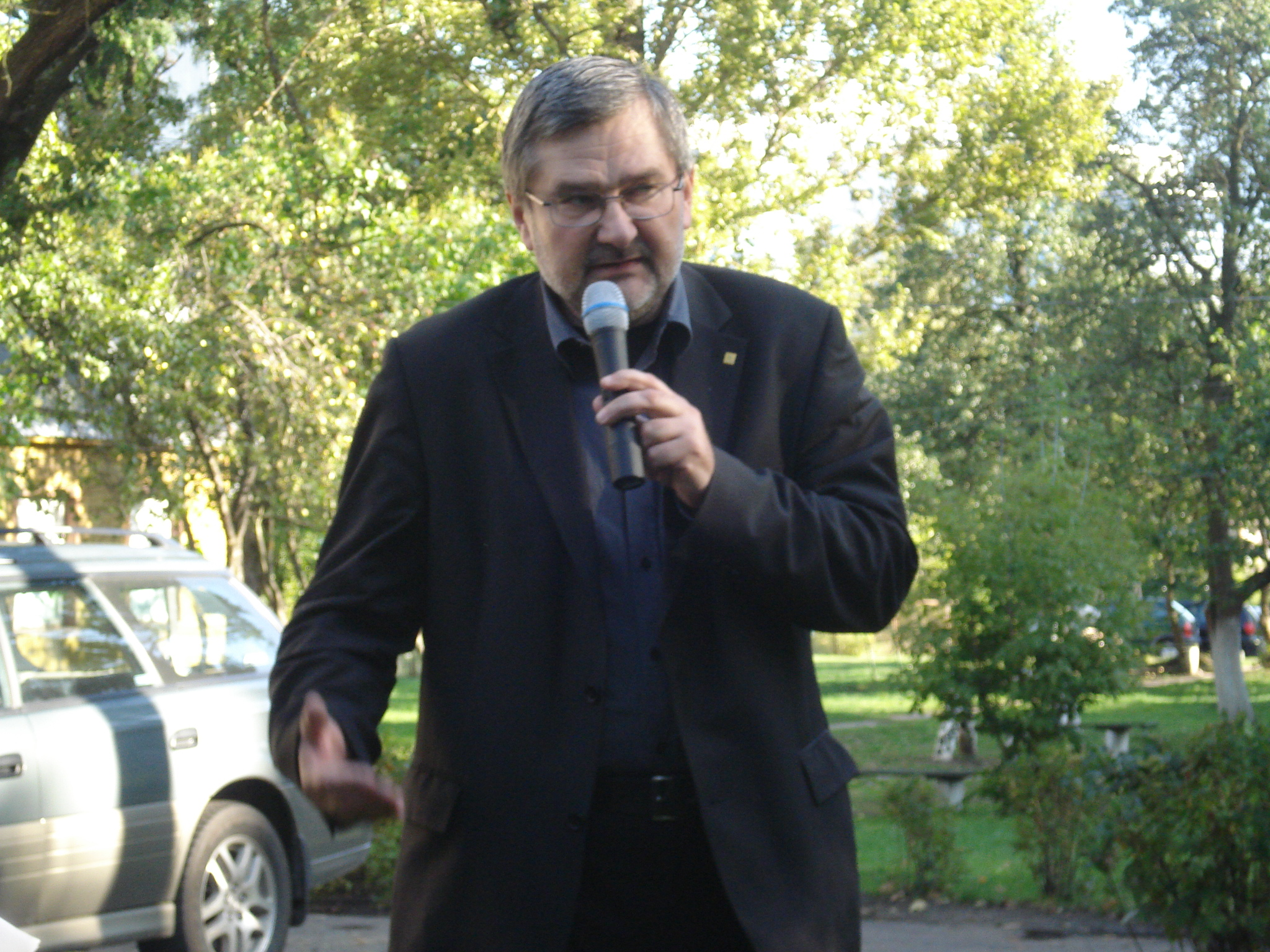
Gintautas Babravičius

Gintautas Babravičius (* 8. September 1955 in Klaipėda, Litauische SSR) ist ein litauischer Politiker.

## Leben
Nach dem Abitur 1973 an der Antanas-Vienuolis-Mittelschule in Vilnius absolvierte er das Diplomstudium des Bauingenieurwesens 1978 am Vilniaus inžinerinis statybos institutas.
Von 1978 bis 1983 arbeitete er im Baukombinat Vilnius, von 1995 bis 2000 war er Generaldirektor der Radiostation „Radiocentras“, ab 2005 lehrte er an der Vilniaus universitetas.
Von 2000 bis 2003 war er Mitglied im Rat der Rajongemeinde Švenčionys, von 2000 bis 2004 Mitglied des Seimas, von 2007 bis 2011 Mitglied im Stadtrat Vilnius, stellvertretender Bürgermeister.

## Quelle
1. ↑  2008 m. Lietuvos Respublikos Seimo rinkimai - Liberalų ir centro sąjunga - Iškelti kandidatai

| Personendaten    | Personendaten                              |
| ---------------- | ------------------------------------------ |
| NAME             | Babravičius, Gintautas                     |
| KURZBESCHREIBUNG | litauischer Politiker, Mitglied des Seimas |
| GEBURTSDATUM     | 8. September 1955                          |
| GEBURTSORT       | Klaipėda, Litauische SSR                   |